# 文刺美容
文刺美容是一種化妝方式，是以類似刺青的方式讓施作化妝者具有持久化妆效果，常見的有紋眉、紋眼線、紋唇等，近年又有繡眉、柔眉等。此類型美容其最大用處為让一些没时间化妆的女性节省化妆时间，另外一些眉毛較淡的人亦會以紋眉方式令自己眉毛看起來較濃密。不過，該美容方式不適合糖尿病或身染精神疾病之患者。
另一方面，文刺美容其实就是一种美容手术，因次會要求操作者必须具备基本的医学知识，并具有一定的美術方面技能。除此文刺美容亦有可能造成局部肿胀、局部感染、湮色、过敏反应、疤痕形成後遺症。另外去除文刺美容成果亦相當困难。